# Чилілабомбве
Чилілабомбве (англ. Chililabombwe) — місто на півночі Замбії, в провінції Коппербелт. Розташоване на кордоні з Демократичною Республікою Конго, на висоті 1360 м над рівнем моря.
Назва міста перекладається як «місце, де квакають жаби»; до 1964 року носило назву Банкрофт. За даними на 2010 рік населення Чилілабомбве становить 75 747 жителів; за даними на 2000 рік воно налічувало 54 504 людини. Через місто проходить залізниця, яка веде в Конго. Економіка міста підпорядкована розвитку і обслуговування гірничо-збагачувального підприємства Конкола (рудник і збагачувальна фабрика) на базі родовища міді.

## Клімат
Місто знаходиться у зоні, котра характеризується вологим субтропічним кліматом. Найтепліший місяць — жовтень із середньою температурою 22.6 °C (72.7 °F). Найхолодніший місяць — липень, із середньою температурою 14.7 °С (58.5 °F).
| Клімат Чилілабомбве     | Клімат Чилілабомбве | Клімат Чилілабомбве | Клімат Чилілабомбве | Клімат Чилілабомбве | Клімат Чилілабомбве | Клімат Чилілабомбве | Клімат Чилілабомбве | Клімат Чилілабомбве | Клімат Чилілабомбве | Клімат Чилілабомбве | Клімат Чилілабомбве | Клімат Чилілабомбве | Клімат Чилілабомбве |
| Показник                | Січ.                | Лют.                | Бер.                | Квіт.               | Трав.               | Черв.               | Лип.                | Серп.               | Вер.                | Жовт.               | Лист.               | Груд.               | Рік                 |
| Середня температура, °C | 21,5                | 21,6                | 21,4                | 20,2                | 17,4                | 15                  | 14,7                | 17,2                | 20,4                | 22,6                | 22,4                | 21,6                | 19,7                |
| Норма опадів, мм        | 305.1               | 260.7               | 193.8               | 64.6                | 6.2                 | 1                   | 0.2                 | 0.6                 | 2.7                 | 27.6                | 154.3               | 296.7               | 1313.5              |
| Днів з опадами          | 23,5                | 20,4                | 18,7                | 7,4                 | 1,2                 | 0                   | 0                   | 0                   | 0,4                 | 4,9                 | 15,1                | 22,8                | 114,4               |
| Вологість повітря, %    | 80.3                | 80.7                | 78.6                | 73.6                | 67                  | 61.7                | 55.9                | 48.6                | 43.3                | 47.3                | 66.7                | 79.2                | 65.2                |
| ----------------------- | ------------------- | ------------------- | ------------------- | ------------------- | ------------------- | ------------------- | ------------------- | ------------------- | ------------------- | ------------------- | ------------------- | ------------------- | ------------------- |
| Джерело: Weatherbase    |                     |                     |                     |                     |                     |                     |                     |                     |                     |                     |                     |                     |                     |